# AS Motorsport

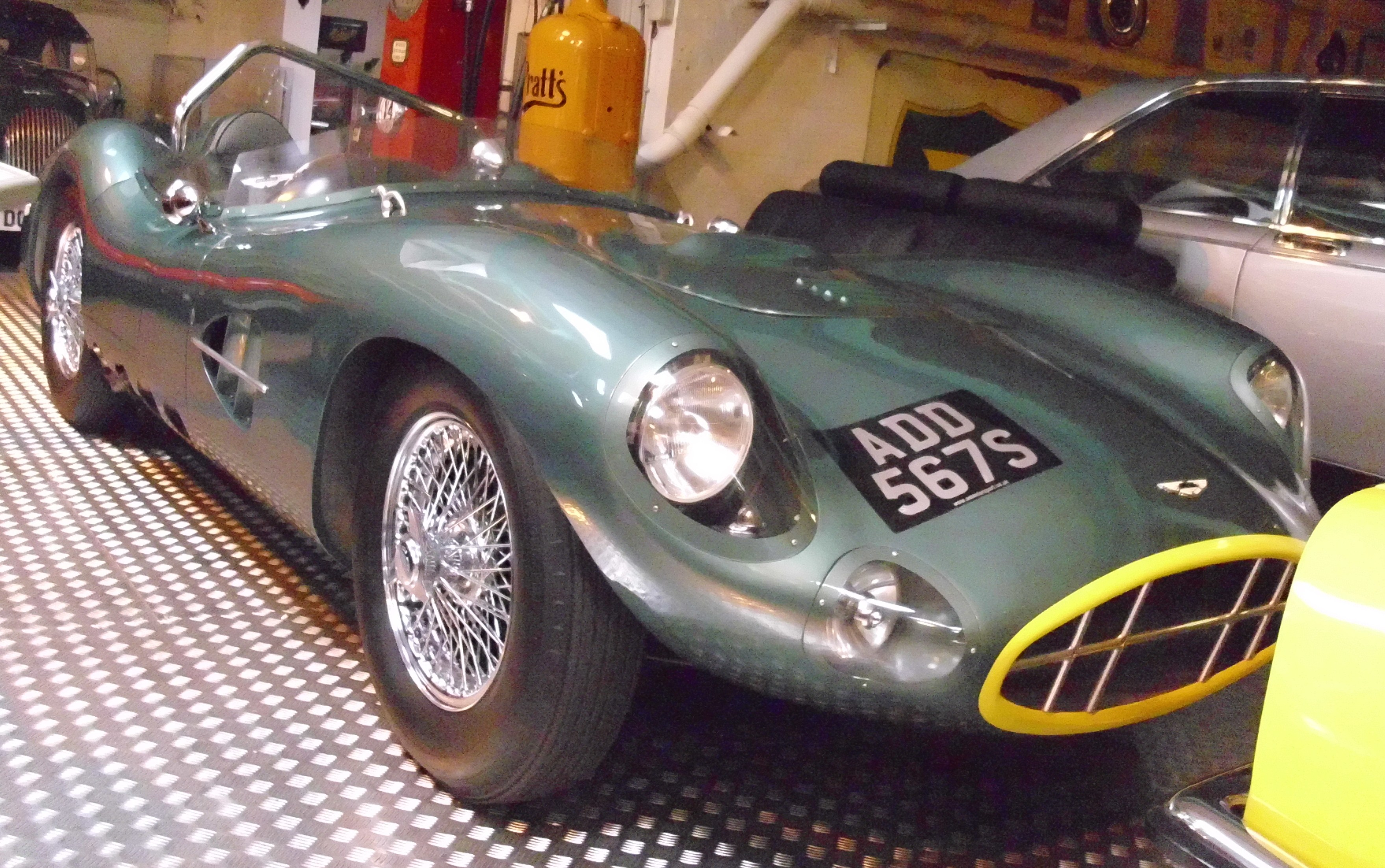
ASM DBR Le Mans

AS Motorsport Limited ist ein britischer Hersteller von Automobilen.

## Unternehmensgeschichte
Andrew Peter Soar gründete am 5. Juli 2007 das Unternehmen in Diss in der Grafschaft Norfolk. Joy Soar ist ebenfalls im Unternehmen tätig. Sie begannen mit der Produktion von Automobilen. Der Markenname lautet ASM. Insgesamt entstanden bisher etwa zwölf Exemplare.

## Fahrzeuge
Das einzige Modell ist der DBR Le Mans. Die ist eine Nachbildung der Rennsportwagen Aston Martin DBR 1 bzw. Aston Martin DBR 2. Die Basis bildet ein Spaceframe-Rahmen. Viele Teile, so auch der Motor, stammen von Jaguar Cars. Die Karosserie des offenen Zweisitzers besteht nach Wahl aus Fiberglas oder Aluminium. Zuvor fertigte ARA Racing dieses Modell.